# Sebastian Firnhaber
Sebastian Firnhaber (* 18. April 1994 in Buxtehude) ist ein deutscher Handballspieler, der beim deutschen Verein HC Erlangen unter Vertrag steht.

## Karriere

### Verein
Firnhaber hatte beim Buxtehuder SV, dem MTV Braunschweig und Eintracht Hildesheim gespielt, bevor er 2012 in die Jugend des THW Kiel wechselte. Ab 2013 spielte er in der U-23-Mannschaft des THW und gleichzeitig mit einem Zweitspielrecht für den damaligen Zweitligisten TSV Altenholz. Seit der Saison 2016/17 gehörte der 1,98 Meter große Rückraumspieler wie sein Bruder Lucas Firnhaber zum Kieler Bundesligakader, für den er am 14. Mai 2017 im Spiel gegen die Füchse Berlin sein erstes Bundesligator erzielte. Mit Kiel gewann er 2019 den DHB-Pokal sowie den EHF-Pokal. Seit der Saison 2019/20 steht er beim HC Erlangen unter Vertrag.

### Nationalmannschaft
Nachdem Firnhaber im Dezember 2020 von Bundestrainer Alfreð Gíslason in den Kader der deutschen Handballnationalmannschaft für die Weltmeisterschaft 2021 berufen worden war, bestritt er am 6. Januar 2021 im Rahmen der Qualifikation für die Europameisterschaft 2022 sein erstes Länderspiel gegen Österreich. Für die Europameisterschaft 2022 wurde er vor dem dritten Spieltag nachnominiert. Beim Spiel gegen Polen bekam er aber keine Einsatzzeit. Am Ende belegte er mit Deutschland den 7. Platz.

## Saisonbilanzen
| Saison    | Verein        | Spielklasse | Spiele | Tore | 7-Meter | Feldtore |
| --------- | ------------- | ----------- | ------ | ---- | ------- | -------- |
| 2014/15   | TSV Altenholz | 3. Liga     | 023    | 078  | 0       | 078      |
| 2015/16   | TSV Altenholz | 3. Liga     | 030    | 149  | 04      | 145      |
| 2016/17   | TSV Altenholz | 3. Liga     | 027    | 181  | 09      | 172      |
| 2016/17   | THW Kiel      | Bundesliga  | 009    | 001  | 0       | 001      |
| 2017/18   | THW Kiel      | Bundesliga  | 032    | 009  | 0       | 009      |
| 2018/19   | THW Kiel      | Bundesliga  | 029    | 005  | 0       | 005      |
| 2019/20   | HC Erlangen   | Bundesliga  | 027    | 067  | 0       | 067      |
| 2020/21   | HC Erlangen   | Bundesliga  | 038    | 133  | 0       | 133      |
| 2014–2021 |               | gesamt      | 215    | 623  | 13      | 610      |